# Alan Merrick
Alan Merrick (Birmingham, 20 giugno 1950) è un ex calciatore inglese naturalizzato statunitense, di ruolo difensore.

## Biografia
Nativo del Regno Unito, lasciato il calcio giocato si stabilì negli Stati Uniti d'America, ove aveva trascorso la parte finale della sua carriera professionistica.

## Carriera

### Calciatore

#### Club
Si forma nelle giovanili del West Bromwich, entrando a far parte della prima squadra dei baggies dal 1968 al 1976. Gioca con il WBA quattro stagioni nella massima serie inglese, disputando anche la FA Charity Shield 1968, retrocedendo nella serie cadetta al termine della First Division 1972-1973.
Nel corso della stagione 1975-1976 passa in prestito al Peterborough Utd, con cui ottenne il decimo posto nella terza serie inglese.
Nell'estate 1976 si trasferisce negli Stati Uniti d'America per giocare nella neonata franchigia NASL del Minnesota Kicks. Con i Kicks raggiunse la finale della North American Soccer League 1976, giocata da titolare e persa contro i canadesi del Toronto Metros-Croatia.
Rimarrà in forza ai Kicks sino al 1979, raggiungendo sempre i play-off per il titolo. Tornerà in patria per una breve esperienza nel Kettering Town nel 1977 in FA Cup.
Nella stagione 1980 passa ai L.A. Aztecs, con cui raggiunge le semifinali dei play-off per il titolo, perse contro i futuri campioni del N.Y. Cosmos.
La stagione seguente la inizia presso i S.J. Earthquakes, per poi tornare ai Kicks, con cui raggiungerà i quarti di finale dei play-off per il titolo.
Nella stagione 1982 è in forza ai canadesi del Toronto Blizzard, con cui raggiunge i quarti di finale dei play-off per il titolo.
Nel torneo 1983 è invece in forza al Team America, con cui non riesce ad accedere ai play-off per il titolo.
Al termine del campionato, chiuse la carriera agonistica. 
Si dedicò anche all'indoor soccer, giocando nei Pittsburgh Spirit.

#### Nazionale
Naturalizzato statunitense, l'8 aprile 1983 ha giocato un incontro amichevole con la nazionale di calcio degli Stati Uniti d'America, ovvero la vittoria esterna per 2-0 contro Haiti, venendo sostituito a partita in corso da Erhardt Kapp.

### Allenatore
Ha guidato i Minnesota Strikers nella Major Indoor Soccer League, per poi allenare a livello universitario e collegiale.
Negli anni seguenti allenò a livello collegiale.

## Statistiche

### Cronologia presenze e reti in Nazionale
| Cronologia completa delle presenze e delle reti in nazionale ― Stati Uniti | Cronologia completa delle presenze e delle reti in nazionale ― Stati Uniti | Cronologia completa delle presenze e delle reti in nazionale ― Stati Uniti | Cronologia completa delle presenze e delle reti in nazionale ― Stati Uniti | Cronologia completa delle presenze e delle reti in nazionale ― Stati Uniti | Cronologia completa delle presenze e delle reti in nazionale ― Stati Uniti | Cronologia completa delle presenze e delle reti in nazionale ― Stati Uniti | Cronologia completa delle presenze e delle reti in nazionale ― Stati Uniti |
| Data                                                                       | Città                                                                      | In casa                                                                    | Risultato                                                                  | Ospiti                                                                     | Competizione                                                               | Reti                                                                       | Note                                                                       |
| -------------------------------------------------------------------------- | -------------------------------------------------------------------------- | -------------------------------------------------------------------------- | -------------------------------------------------------------------------- | -------------------------------------------------------------------------- | -------------------------------------------------------------------------- | -------------------------------------------------------------------------- | -------------------------------------------------------------------------- |
| 8-4-1983                                                                   | Port-au-Prince                                                             | Haiti                                                                      | 0 – 2                                                                      | Stati Uniti                                                                | Amichevole                                                                 | -                                                                          | Uscita                                                                     |
| Totale                                                                     |                                                                            | Presenze                                                                   | 1                                                                          |                                                                            | Reti                                                                       | 0                                                                          |                                                                            |